# Генди Тартаковски
Генди Борисович Тартаковски (на руски: Геннадий Борисович Тартаковский) (роден на 17 януари 1970 г.) е руско-aмерикански аниматор, режисьор, сценарист и продуцент, носител на три награди „Еми“. Сред най-прочутите му творения са „Лабораторията на Декстър“, „Самурай Джак“, „Симбионитичен титан“, „Първобитно“ и „Вечните войни на еднорога“. Променя името си от руското Геннадий на Генди, след като се мести от Русия в САЩ.

## Биография
Баща му Борис е работил като зъболекар за правителството и руския хокеен отбор.
Майка му Мириам е била заместник-директор в училище. Има и по-голям брат, който е компютърен консултант в Чикаго. Преди да заживеят в САЩ, семейство Тартаковски живеят и в Италия, като съседи са им членовете на немско семейство. От съседите си Генди се запалва за рисуването. „Помня, че през голяма част от живота си дори и кръг не можех да нарисувам“, казва самият той.
Семейството се премества в САЩ, когато той е на седем. Заживяват отначало в Охайо, а впоследствие се установяват в Чикаго. Когато е на 16, Генди губи баща си, който умира от сърдечен удар. Той казва, че връзката с баща му е била специална. По-късно прекарва известно време в Испания, където работи по анимационните серии на Батман. Докато е там, майка му умира.

## Филмография

### Режисьор
- „Две глупави кучета“ (1993)
- „Лабораторията на Декстър“ (1996)
- „Реактивните момичета“ (1998–2000)
- „Лабораторията на Декстър: Его пътешествие“ (1999)
- „Самурай Джак“ (2001-2017)
- „Лабораторията на Декстър: Шарка“ (2002)
- „Междузвездни войни: Войната на клонингите“ (2003)
- „Maruined“ (2009)
- „Симбионичен титан“ (2010–2011)
- „Хотел Трансилвания“ (2012)
- „Хотел Трансилвания 2“ (2015)
- „Попай Моряка“

### Продуцент
- „Лабораторията на Декстър“ (1996)
- „Реактивните момичета“ (1998–2001)
- „Самурай Джак“ (2001)
- „Семейство Флинтстоун: Пред развод“ (2001)
- „Междузвездни войни: Войната на клонингите“ (2003)

### Сценарист
- „Лабораторията на Декстър“ (1996)
- „Реактивните момичета“ (1998–2001)
- „Крава и пиле“ (1998, „Cow's Pie“)
- „Самурай Джак“ (2001)
- „Междузвездни войни: Войната на клонингите“ (2003)
- „Симбионичен титан“ (2010–2011)